# ちめいど
ちめいどは、J-POPのユニット。ぐあんばーるに所属。
兵庫県在住の兄弟アコースティックデュオ、関西を中心に1万人ライブの実現を目標に、音楽活動をおこなっている。
ユニット名は漫画『セクシーコマンドー外伝 すごいよ!!マサルさん』の作中のギャグとして登場したフォークデュオの「チメイド」が由来。

## メンバー
- 中越 雄介（なかごし ゆうすけ）兄：ボーカル・ギター。兵庫県丹波篠山市出身。兵庫県立篠山産業高等学校卒業。
- 中越 雄大（なかごし たかひろ）弟：ボーカル・ギター。兵庫県丹波篠山市出身。兵庫県立篠山産業高等学校卒業。

## 経歴
- 2001年 - 結成。ストリートライブを中心に活動をはじめて、尼崎市の「BLANTON」で定期的にライブを行なう。
- 2002年 - 自主制作によるアルバム『名主役』をリリース。
- 2004年 - 第3回ザ・ストリートミュージシャングランプリ'04」に出場、準グランプリ。
- 2005年 - 自主制作によるミニアルバム『ないものねだり』をリリース。
- 2006年6月 - フジテレビ系「めざましどようび」の主題歌オーディション企画“めざうたコンペ・夏の陣”で優勝
- 2006年9月6日 - めざましどようびの7・8・9月テーマ曲、「猫背のうた」でメジャーデビュー。
- 2007年2月21日 - ミニアルバム「旅ゆく君へ」をリリース。フジテレビ製作 映画「アイランドタイムズ」主題化担当
- 2009年7月26日 - ライブ販売＆配信限定シングル「平和を紡ぐ人」
- 2010年11月 - 三田郷の音ホール1000人ライブ・チケット完売
- 2011年‐兵庫県篠山市ふるさと大使就任
- 2011年6月2日〜 - 北海道フォーク．シーンVol.2 Old Friends〜果てしない旅 (オープニングアクト)出演:千葉和臣/姫野達也/上田雅利+佐藤晃
- 2011年10月23日 - 神戸文化ホール大ホールにて2000人ライブVOl.1開催（1400人）
- 2012年3月11日 - 篠山市「忘れない3.11」実行委員長担当。篠山市民中心に篠山城跡外周1.8kmを手をつないで囲み、東日本へエールをおくった。
- 2012年6月2日 - 神戸国際会館こくさいホールにて2000人ライブVOl.2開催（1800人）

## ディスコグラフィ

### CDシングル
1. 猫背のうた - 2006年9月6日発売。フジテレビ系「めざましどようび」7・8・9月テーマソング。
2. 平和を紡ぐ人 - 2009年7月26日発売。ライブ販売＆配信限定シングル
3. マスターのオムライス
4. 唯翔(ゆいと) - 兄・雄介によるソロCD
5. ちめいど オルゴールセレクション
6. 響け未来へ
7. パイオニア
8. やさしい風の吹くまち

### DVD
1. ちめいど1000人ライブ「回転。小さなギア」 - 2011年4月16日発売。
2. 大阪、ちめいど冬の湯たんぽ劇場
3. 秋の夜長、あなたの心のふるさと探し - 伊丹市で行われたコンサートを収録

### ミニアルバム
1. 旅ゆく君へ - 2007年2月21日発売。
2. レストレーション
3. マインドリペア

### インディーズ
1. 名主役 - 2002年発売。
2. ないものねだり - 2005年発売。

#### アルバム
1. 心の手 -
2. 流星からの風景